# Économie de Nantes
 (août 2023).
L'économie de Nantes a d'abord été liée à la Loire, puis à l'océan Atlantique. Après son essor économique lié au trafic maritime - principalement la traite des esclaves - au XVIIe siècle, Nantes a connu une forte industrialisation au XIXe siècle. L'expansion des zones d'habitation et la désindustrialisation générale sur le territoire de la France ont conduit à la prédominance du secteur tertiaire dans l'économie de la commune.

## Historique
Sur le plan économique Nantes n'a pas été épargnée par le phénomène de dés-industrialisation observé sur tout le territoire national. La part des emplois pourvus par le secteur secondaire ne cesse de diminuer au fil du temps. Ceci étant la disparition progressive de l’industrie lourde est largement compensée par le développement de l'économie de service et des nouvelles technologies. L'agglomération se situe au 4e  français pour l’agroalimentaire (le MIN de Nantes est également le 4e marché de gros de produits alimentaires  français ) et c’est aussi le 4e pôle aéronautique national ainsi que la 3e place financière en région derrière l'Ile de France et la Nouvelle Aquitaine. Par ailleurs elle constitue un lieu stratégique pour la filière bois et les matériaux.
Quant aux secteurs les plus innovants, ils s’illustrent à travers les biotechnologies, la santé, les TIC ou les composites (leader en thérapie génique, 1er pôle français de sous-traitance électronique).
Quatre pôles de compétitivité impliquant directement la métropole Nantes Saint-Nazaire ont été labellisés par l'État. Des pôles qui mettent en synergie industriels, laboratoires et écoles. L'objectif est de développer leur compétitivité et leur visibilité internationale en valorisant leurs atouts respectifs, notamment en matière d'innovation et de recherche.
- EMC2 Ensembles métalliques et composites complexes
- Atlanpole Biothérapies
- Génie civil
- Images et réseaux

Ces pôles d’excellence profitent de l’implantation d’un réseau d’enseignement supérieur de très haut niveau et de centres de recherche en plein essor : 2 000 chercheurs au sein de 200 laboratoires à Nantes contribuent à faire des Pays de la Loire la 5e région française pour les dépôts de brevet (444 en 2009).
Le PIB de l'agglomération nantaise en 2007 est de l'ordre de 30 milliards d'euros pour une population active de 510 000 personnes. À titre de comparaison, cela situe l'agglomération au niveau de celles de Toulouse et Strasbourg. (Sources Eurostats/Audiar).
L'Insee dénombre 19 957 établissements actifs sur le territoire de la commune de Nantes au 31 décembre 2007.
| Secteur d'activité | Nantes | France |
| ------------------ | ------ | ------ |
| Services           | 71,5 % | 61,0 % |
| Commerce           | 19,1 % | 20,9 % |
| Industrie          | 4,8 %  | 7,6 %  |
| Construction       | 4,6 %  | 10,5 % |

## Revenus de la population et fiscalité
En 2007, le revenu fiscal médian par ménage était de 18 158 €, ce qui plaçait Nantes au 9 168e rang parmi les 30 714 communes de plus de 50 ménages en métropole.

## Industrie

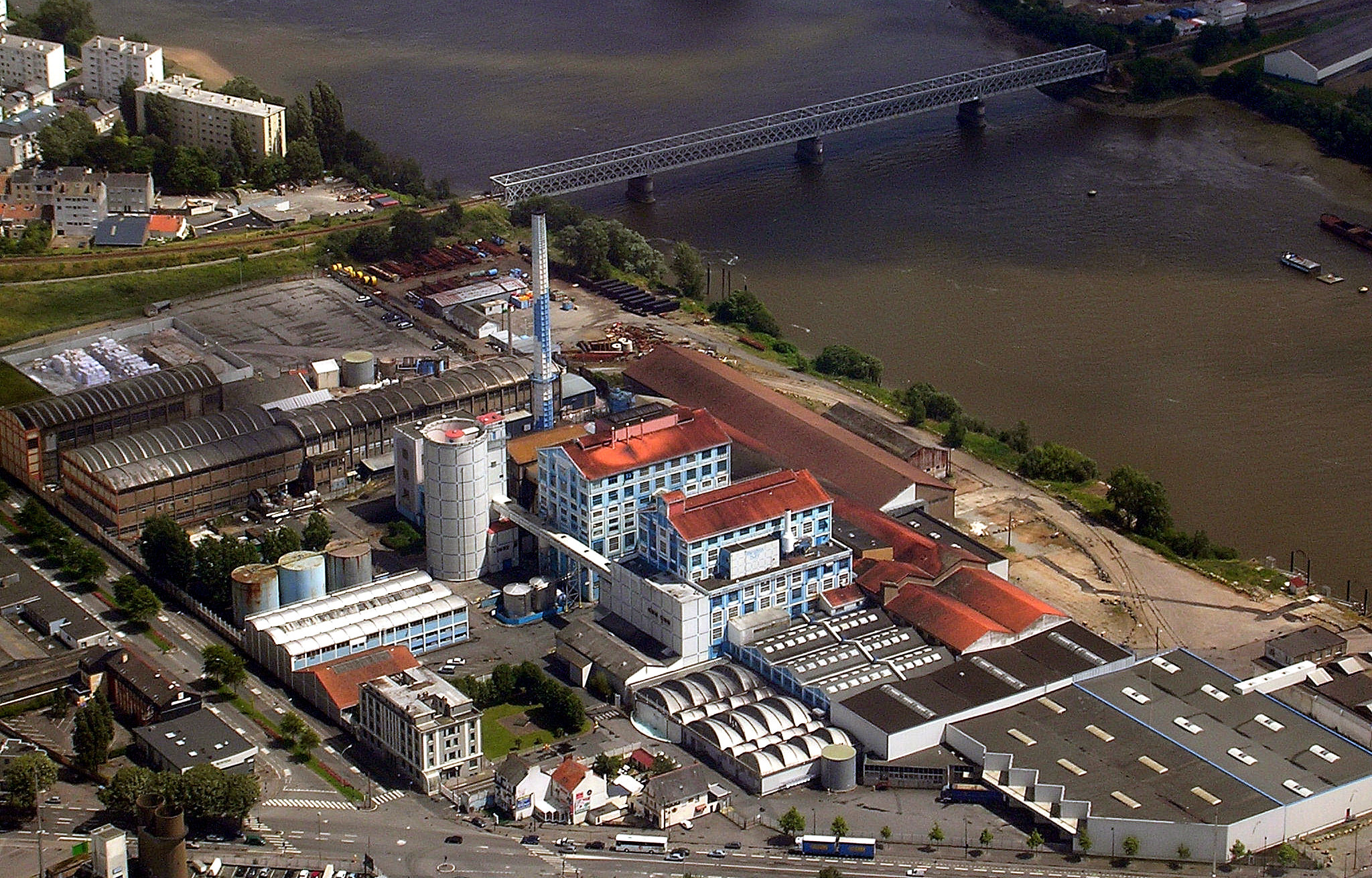
Vue aérienne de la raffinerie Tereos (ex Béghin-Say), sur l'île de Nantes.

Au 31 décembre 2007 l'industrie procure 6,8 % des emplois nantais ; ce faible taux est dû au fait que la plupart des sites industriels se situent en dehors du territoire de la ville.
À l'échelle de l'agglomération le poids du secteur secondaire est plus important. Sur Nantes Métropole, les activités industrielles regroupent plus de 44 700 emplois salariés privés pour environ 2 540 établissements. Ces activités sont aujourd'hui de plus en plus technologiques et intègrent une part importante de procédés innovants. Il existe par conséquent un lien important entre les centres de recherche et d'innovation locaux et les grands acteurs industriels.
Nantes est donc avant tout une ville industrielle de par son passé. Elle est le berceau de grands noms de l'industrie de la construction navale (Chantiers Dubigeon, Chantiers de l'Atlantique), de l'industrie biscuitière (LU et BN) ou de la conserverie (Cassegrain et Saupiquet). De nombreux autres acteurs de la production agroalimentaire sont encore présents dans la ville notamment dans le secteur laitier avec Eurial Poitouraine.
L'industrie du sucre a occupé une place importante dans le développement de la ville et du port de Nantes. L'usine Béghin-Say de Nantes a été construite en 1935. Elle est la dernière raffinerie de sucre de canne à être bâtie en France, et appartient désormais au groupe Tereos.
L'entreprise Saunier Duval situé sur la route de Paris face à l'usine Batignolles-Châtillon, s'est installée à Nantes en 1964, reprenant l'usine Hotchkiss Brandt. Avec 600 salariés, le site nantais est aujourd'hui l'une des principales usines d'assemblage de chaudières murales du groupe allemand Vaillant.

## Tertiaire
Autrefois très liée à l'industrie, l'économie nantaise a entamé depuis quelques décennies une reconversion ; elle est donc de plus en plus tournée vers le secteur tertiaire, comme en témoigne la création du quartier d'affaires Euronantes (voir Urbanisme à Nantes).
Dans le secteur financier, plusieurs banques et compagnies d'assurances y ont implanté leur siège régional, entre autres la Banque populaire, le Crédit industriel de l'Ouest ou la Société générale, ACM/Suravenir (Crédit mutuel) ou Groupama avec amaguiz.com. Nantes héberge le siège social de la société de bourse Portzamparc, membre d'Euronext Paris.
Le quartier Chantrerie-Atlanpôle au nord de la ville accueille quant à lui les entreprises innovantes dans les domaines des biotechnologies, de la santé, de l'agroalimentaire, et un campus d'enseignement supérieur.
Le secteur des TIC est particulièrement dynamique depuis les années 2000, et de grands acteurs de l'informatique comme Capgemini, IBM, Bull, Steria, le Groupe Sigma ou encore Accenture se sont installés à Nantes. Aujourd'hui, les entreprises des TIC de la Métropole Nantaise représentent plus de 17 000 emplois et sont spécialisées dans le Génie logiciel. Le bassin d'emploi local est particulièrement dynamique, en témoigne la présence du Pôle de compétitivité Images et Réseaux bénéficiant aux régions Pays de la Loire et Bretagne

## Tourisme
Nantes est la septième ville touristique française avec deux millions de visiteurs qui passent au moins une journée dans la ville chaque année. Les trois sites nantais les plus visités en 2008 sont le musée du Château des ducs, avec 285 000 entrées, la galerie des Machines et le Grand éléphant, qui ont reçu 194 000 visites, et le musée des beaux-arts, dont 103 000 visiteurs ont franchi les portes.
Au 1er janvier 2010, Nantes dispose de 2 452 chambres réparties dans 52 hôtels. Un seul de ces établissements est coté « 4 étoiles » (162 chambres), 14 ont « 3 étoiles » (952 chambres), 22 « 2 étoiles » (932 chambres), 13 une seule étoile (282 chambres) et 2 aucune (124 chambres). Cette offre est restée stable par rapport à 2006, avec une légère amélioration qualitative, l'offre « 2 et 3 étoiles » augmentant légèrement au détriment des « 1 étoile ». Plusieurs établissements 4 étoiles ont également ouvert leurs portes depuis 2010, la ville comptant désormais une dizaine d'hôtels dans cette catégorie.
En 2008 la métropole affiche ses meilleures performances, avec 1 553 378 nuitées dans les 102 hôtels de l'agglomération. Le tourisme d'affaires est en progression de 12 % entre 2008 et 2009. La fréquentation touristique est à son maximum en été, période à laquelle de nombreux établissements de restauration de la métropole nantaise ferment.
À la même date, la ville ne dispose que d'un camping municipal au Petit-Port. C'est un « 4 étoiles » d'une capacité de 200 emplacements.

## Emploi
Selon l'Insee le nombre d'emplois salariés s'élève en 2007 à 165 241 postes.
| catégorie                                  | %      |
| ------------------------------------------ | ------ |
| Employés                                   | 29.6 % |
| Professions intermédiaires                 | 30.0 % |
| Cadres et professions intellectuelles sup. | 22.9 % |
| Ouvriers                                   | 13.2 % |
| Artisans, commerçants, chefs d'entreprise  | 4.2 %  |
| Agriculteurs exploitants                   | 0.1 %  |

Le taux de chômage au sens du recensement est de 13,6 % en 2007 (contre 17,8 % en 1999). La proportion de femmes est en 2007 de 50,2 %, c'est-à-dire sensiblement égale à la proportion d'hommes.
| Tranche d'âge  | %      |
| -------------- | ------ |
| 15 à 24 ans    | 18.6 % |
| 25 à 49 ans    | 70.0 % |
| 50 ans ou plus | 11.4 % |

| Publics                                                                            | Privés |
| ---------------------------------------------------------------------------------- | --- |
| - Centre hospitalier universitaire de Nantes (CHU) - Services municipaux - Semitan | - Airbus - Harmonie mutuelle (ex-Mutuelles de Loire-Atlantique) - Arcelor packaging - Société générale - Saunier Duval - Alcatel - Bouygues Telecom - Waterman - Biscuiterie nantaise - Régional Airlines - Crédit industriel de l'Ouest - Altadis (ex-SEITA) - DCNS Propulsion - Accenture |

## CCI Nantes-Saint-Nazaire
Nantes héberge l'un des deux sièges de la Chambre de commerce et d'industrie de Nantes et de Saint-Nazaire, principal acteur économique de la région qui regroupe les CCI de Nantes et de Saint-Nazaire.
Nantes est aussi le siège de la Chambre régionale de commerce et d'industrie des Pays de la Loire.

## Grand port maritime

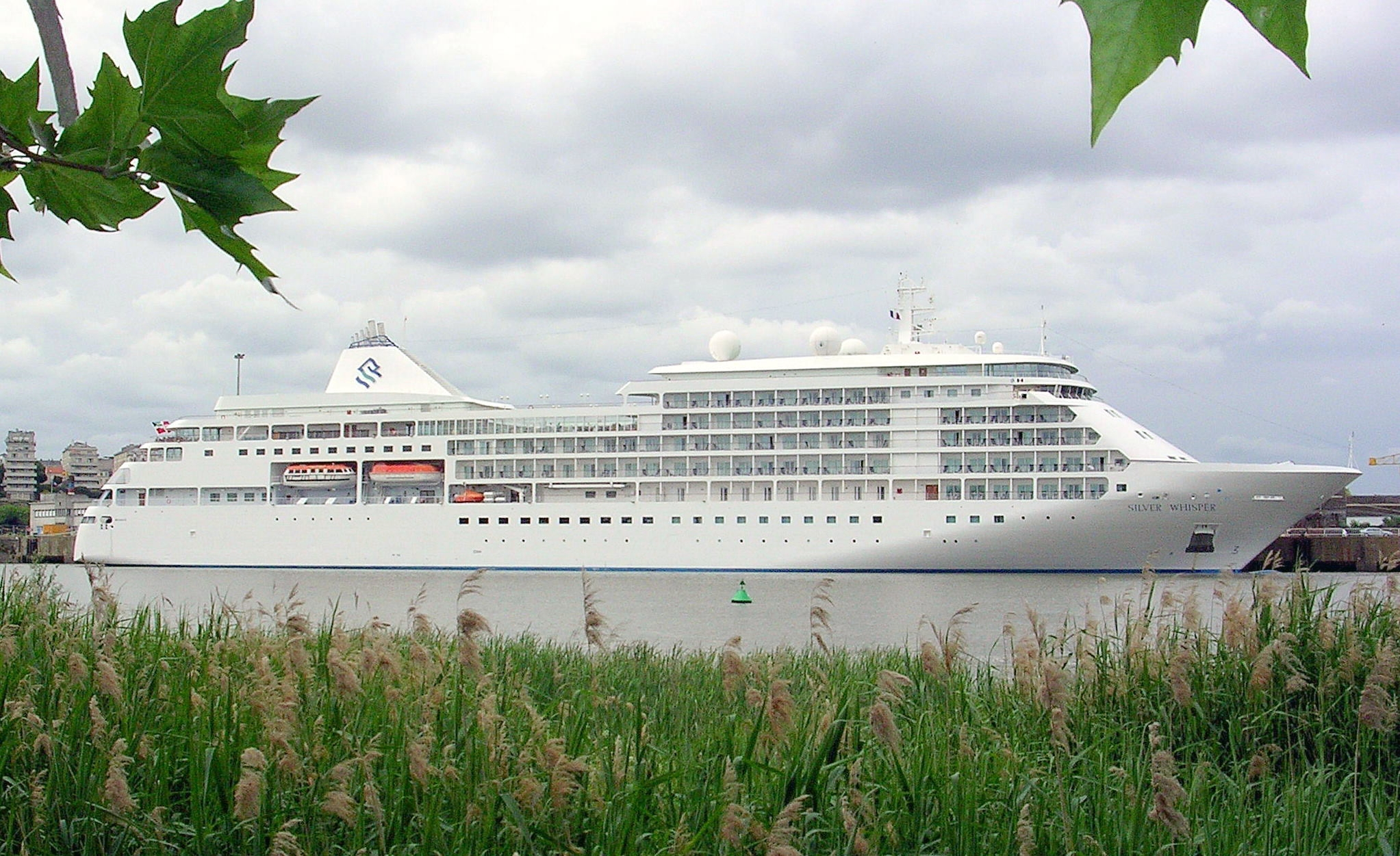
Paquebot Silver Whisper en escale quai Wilson à Nantes

Le Grand Port maritime de Nantes-Saint-Nazaire (anciennement Port autonome de Nantes-Saint-Nazaire) est un établissement public de l'État français par lequel transite principalement du vrac énergétique (produits pétroliers, GNL, charbon). Il occupe sur la ville de Nantes les terminaux de Cheviré (produits forestiers, sucre, engrais, ferraille) et de Roche-Maurice (céréales, engrais, fonte), représentant 10 % du total de son trafic. Le territoire constituant le terminal de Cheviré forme une enclave nantaise, isolée sur la rive gauche de la Loire, et qui n'est pas directement reliée au reste de la ville, on ne peut y accéder que depuis les communes de Bouguenais, Rezé ou Indre. Même les viaducs d'accès au pont de Cheviré qui se trouvent pourtant sur les emprises de ces deux terminaux portuaires (Cheviré et Roche-Maurice) ne leur permettent pas un accès direct, puisque les échangeurs routiers du périphérique les plus proches se trouvent les territoires des communes de Saint-Herblain (Porte de l'Estuaire) et Bouguenais (Porte de Bouguenais).
En centre-ville, le quai Wilson, situé sur l'île de Nantes, accueille depuis 2002 les paquebots de croisière. Ses autres sites, en aval de l'estuaire, se situent à Donges, Montoir-de-Bretagne et Saint-Nazaire.
En 2009, dans un contexte de régression de l'activité maritime mondiale, le port Nantes-Saint-Nazaire a un trafic extérieur de 29,8 millions de tonnes (Mt), un recul de 11,5 % par rapport à 2008. La part de l'énergétique est de l'ordre de 70 %, le volume passant de 22,7 Mt en 2008 à 20,8 Mt en 2009, une baisse de 9 %. Cette baisse est plus forte encore pour le secteur concernant le trafic sur la commune de Nantes, le non-énergétique, qui passe de 10,9 Mt à 9 Mt (-18 %). Le trafic alimentaire pour bétail, passant de 2,3 Mt à 1,9 Mt subit une baisse de 17 %, tandis que le trafic automobile baisse de 37,6 %. Le trafic conteneurisé diminue de 6,1 % pour atteindre 1,6 Mt.